# Паньшино (Волгоградская область)
Паньшино — хутор в Городищенском районе Волгоградской области России, административный центр Паньшинского сельского поселения.

## История
Дата основания не установлена. Название унаследовано от некогда существовавшего в окрестностях островного казачьего городка, где в XVII веке располагалась ставка Степана Разина.
Возник в результате слияния хуторов Верхне-, Средне — и Нижне-Паншинского станицы Трёх-Островянской. Согласно Списку населённых мест Земли Войска Донского 1862 года издания в 1859 году в хуторе Верхне-Паншинском проживало 129 душ мужского и 136 женского пола, в Средне-Паншинском — 180 душ мужского и 189 женского пола, в Нижне-Паншинском — 63 души мужского и 61 женского пола. Согласно переписи населения Российской империи 1897 года в трёх хуторах в общей сложности проживало 1379 человек, в том числе в хуторе Верхне-Паншинском — 698, в хуторе Средне-Паншинском — 479, в Нижне-Паншинском — 202.
Хутора были объединены в единый населённый пункт не позднее 1915 года. Согласно Алфавитному списку населённых мест Области Войска Донского 1915 года в хуторе Паншинском станицы Трёх-Островянской имелось 168 дворов, проживало уже 707 душ мужского и 720 женского пола, действовали церковь и школа.
В 1921 году в составе Второго Донского округа хутор включен в состав Царицынской губернии. В 1928 году хутор вошёл в состав Иловлинского района Камышинского округа (округ ликвидирован в 1930 году) Нижневолжского края (с 1934 года — Сталинградский край, с 1936 года — Сталинградской области, с 1961 года — Волгоградская область). В 1970 году Паньшинский сельсовет был передан в состав Калачёвского района, в 1977 году включён в состав Городищенского района.

## География
Село расположено в степи на северо-западе Городищенского района в пределах Приволжской возвышенности, относящейся к Восточно-Европейской равнине, на левом берегу реки Паньшинка (левый приток Дона), на высоте около 60 метров над уровнем моря. Рельеф местности равнинный. Местность имеет слабый уклон в западном направлении. Почвы — каштановые солонцеватые и солончаковые.
По автомобильным дорогам расстояние до центра Волгограда составляет 69 км, до районного центра посёлка Городище — 60 км.
Климат
Климат умеренный континентальный с жарким летом и малоснежной, иногда с большими холодами, зимой. Согласно классификации климатов Кёппена климат характеризуется как влажный континентальный (индекс Dfa). Температура воздуха имеет резко выраженный годовой ход. Среднегодовая температура положительная и составляет +8,1 °С, средняя температура января −7,7 °С, июля +23,8 °С. Расчётная многолетняя норма осадков — 395 мм, наибольшее количество осадков выпадает в декабре (41 мм) и июне (40 мм), наименьшее в марте (23 мм).
Часовой пояс
Паньшино, как и вся Волгоградская область, находится в часовой зоне МСК (московское время). Смещение применяемого времени относительно UTC составляет +3:00.

## Население
| 2002 |
| ---- |
| 864  |